# Night Eternal
 (mai 2020).
Albums de Moonspell
Under Satanae
(2007) Alpha Noir / Omega White
(2012)
Night Eternal est le huitième album du groupe Moonspell sorti en 2008.

## Liste des titres
| 1.    | At Tragic Heights              | 06:51 |
| 2.    | Night Eternal                  | 04:09 |
| 3.    | Shadow Sun                     | 04:23 |
| 4.    | Scorpion Flower                | 04:33 |
| 5.    | Moon in Mercury                | 04:22 |
| 6.    | Hers Is the Twilight           | 04:53 |
| 7.    | Dreamless (Lucifer and Lilith) | 05:16 |
| 8.    | Spring of Rage                 | 04:04 |
| 9.    | First Light                    | 05:43 |
| 44:14 |                                |       |

Réédité en 2019 par Alma Mater Records.
| Titres bonus de l'édition Alma Mater Records (2019) | Titres bonus de l'édition Alma Mater Records (2019) | Titres bonus de l'édition Alma Mater Records (2019) | Titres bonus de l'édition Alma Mater Records (2019) | Titres bonus de l'édition Alma Mater Records (2019) | Titres bonus de l'édition Alma Mater Records (2019) | Titres bonus de l'édition Alma Mater Records (2019) | Titres bonus de l'édition Alma Mater Records (2019) | Titres bonus de l'édition Alma Mater Records (2019) | Titres bonus de l'édition Alma Mater Records (2019) |
| No                                                  | Titre                                               | Durée                                               |                                                     |                                                     |                                                     |                                                     |                                                     |                                                     |                                                     |
| --------------------------------------------------- | --------------------------------------------------- | --------------------------------------------------- | --------------------------------------------------- | --------------------------------------------------- | --------------------------------------------------- | --------------------------------------------------- | --------------------------------------------------- | --------------------------------------------------- | --------------------------------------------------- |
| 10.                                                 | Age of Mothers                                      | 05:42                                               |                                                     |                                                     |                                                     |                                                     |                                                     |                                                     |                                                     |
| 11.                                                 | Earth of Mine                                       | 05:25                                               |                                                     |                                                     |                                                     |                                                     |                                                     |                                                     |                                                     |
| 12.                                                 | Unhearted                                           | 04:25                                               |                                                     |                                                     |                                                     |                                                     |                                                     |                                                     |                                                     |
| 59:45                                               |                                                     |                                                     |                                                     |                                                     |                                                     |                                                     |                                                     |                                                     |                                                     |

## Crédits

### Membres du groupe
- Fernando Ribeiro : chant
- Ricardo Amorim : guitares
- Pedro Paixão : claviers, guitares
- Miguel Gaspar : batterie